# Torneio dos Vice-Campeões de 1950
O Torneio dos Vice-Campeões de 1950 foi uma competição organizada pela Federação Paulista de Futebol entre janeiro e março de 1950. Participaram do torneio os vice-campeões das séries da 2ª Divisão do Campeonato Paulista de 1949, reunindo equipes do interior em confrontos de turno e returno.
Disputaram a competição: Internacional de Bebedouro, Prudentina (Presidente Prudente), Francana, e Mogiana (Campinas). Ao fim da disputa, a Internacional sagrou-se campeã com a melhor campanha geral.

## Contexto histórico
Com o objetivo de valorizar os clubes que haviam se destacado na divisão de acesso, a Federação Paulista organizou o torneio com os segundos colocados das zonas regionais da 2ª Divisão. O campeonato foi disputado por quatro equipes e serviu como vitrine para o futebol do interior paulista.

## Participantes
| Escudo | Clube                                       | Cidade              |
| ------ | ------------------------------------------- | ------------------- |
|        | Internacional de Bebedouro                  | Bebedouro           |
|        | Associação Prudentina de Esportes Atléticos | Presidente Prudente |
|        | Associação Atlética Francana                | Franca              |
|        | Esporte Clube Mogiana                       | Campinas            |

## Fórmula de disputa
O torneio foi disputado em sistema de pontos corridos, com partidas em turno e returno entre os quatro participantes. A equipe com maior número de pontos ao final das rodadas seria declarada campeã.

## Resultados

### Primeiro turno
| Data       | Mandante      | Placar | Visitante     | Local               |
| ---------- | ------------- | ------ | ------------- | ------------------- |
| 22/01/1950 | Prudentina    | 4–1    | Francana      | Presidente Prudente |
| 22/01/1950 | Mogiana       | 2–3    | Internacional | Campinas            |
| 29/01/1950 | Mogiana       | 3–2    | Francana      | Campinas            |
| 29/01/1950 | Internacional | 0–0    | Prudentina    | Bebedouro           |
| 05/02/1950 | Francana      | 1–2    | Internacional | Franca              |
| 05/02/1950 | Prudentina    | 5–2    | Mogiana       | Presidente Prudente |

### Segundo turno
| Data       | Mandante      | Placar | Visitante     | Local               |
| ---------- | ------------- | ------ | ------------- | ------------------- |
| 26/02/1950 | Francana      | 2–1    | Prudentina    | Franca              |
| 26/02/1950 | Internacional | 4–2    | Mogiana       | Bebedouro           |
| 05/03/1950 | Francana      | 7–2    | Mogiana       | Franca              |
| 05/03/1950 | Prudentina    | 2–0    | Internacional | Presidente Prudente |
| 12/03/1950 | Internacional | 5–1    | Francana      | Bebedouro           |
| 12/03/1950 | Mogiana       | 2–2    | Prudentina    | Campinas            |

| Posição | Clube                      | Jogos | Vitórias | Empates | Derrotas | Gols Pró | Gols Contra | Saldo de Gols | Pontos |
| ------- | -------------------------- | ----- | -------- | ------- | -------- | -------- | ----------- | ------------- | ------ |
| 1º      | Internacional de Bebedouro | 6     | 4        | 1       | 1        | 17       | 7           | +10           | 13     |
| 2º      | Prudentina                 | 6     | 3        | 2       | 1        | 15       | 9           | +6            | 11     |
| 3º      | Francana                   | 6     | 2        | 0       | 4        | 16       | 20          | −4            | 6      |
| 4º      | Mogiana                    | 6     | 1        | 1       | 4        | 10       | 22          | −12           | 4      |

## Estatísticas
| Item                   | Valor                                        |
| ---------------------- | -------------------------------------------- |
| Total de jogos         | 12                                           |
| Total de gols          | 53                                           |
| Média de gols por jogo | 4,42                                         |
| Maior goleada          | Francana 7 x 2 Mogiana (05/03/1950)          |
| Jogo com mais gols     | Francana 7 x 2 Mogiana (9 gols)              |
| Melhor ataque          | Internacional de Bebedouro (17 gols)         |
| Melhor defesa          | Internacional de Bebedouro (7 gols sofridos) |
| Pior defesa            | Mogiana (22 gols sofridos)                   |
| Pior ataque            | Mogiana (10 gols marcados)                   |

## Campanha do campeão
- Jogos: 6
- Vitórias: 4
- Empates: 1
- Derrotas: 1
- Gols marcados: 17
- Gols sofridos: 7

A Internacional de Bebedouro demonstrou consistência durante todo o torneio, vencendo partidas decisivas dentro e fora de casa, e finalizou com a melhor campanha geral, conquistando o título inédito.